# Orphana wagenknechti
Orphana wagenknechti là một loài ong trong họ Andrenidae. Loài này được Rozen miêu tả khoa học đầu tiên năm 1971.